# Rouses Point
Rouses Point es una villa ubicada en el condado de Clinton en el estado estadounidense de Nueva York. En el año 2000 tenía una población de 2,277 habitantes y una densidad poblacional de 495 personas por km².

## Geografía
Rouses Point se encuentra ubicada en las coordenadas 44°59′15″N 73°22′3″O / 44.98750, -73.36750.

## Demografía
Según la Oficina del Censo en 2000 los ingresos medios por hogar en la localidad eran de $39,167, y los ingresos medios por familia eran $49,931. Los hombres tenían unos ingresos medios de $36,250 frente a los $30,064 para las mujeres. La renta per cápita para la localidad era de $20,539. Alrededor del 9.9% de la población estaban por debajo del umbral de pobreza.